# 手島実優
手島 実優（てしま みゆう、1997年10月1日 - ）は、日本の女優、モデル。群馬県前橋市出身。タイ（バンコク）在住。チーズfilm所属。

## 経歴
1997年10月1日、群馬県前橋市に生まれる。実家は『呪怨』の清水崇監督の実家の隣町に所在。幼少時より水泳、フラダンス、そろばんなどを習う。10歳（小4）の時、水泳をやめる替わりに演技のワークショップに通う。
2010年、中学校進学と同時に地元のアマチュア劇団に入団。地元フリーペーパー『群馬美少女図鑑』をはじめとするモデル活動を開始する。ワークショップ指導者の秦秀明の薦めにより、オーディションを100回以上受けるが、すべて落ちる。
中学校2年生在学中の2011年春、あるオーディションで最後の2人に残るが、最終オーディションの直前に特発性脊椎側彎症の手術を受け断念。背骨が生涯曲がらなくなり、合併症による後遺症で右下半身の感覚麻痺が現在も残る。
2013年、群馬県立勢多農林高等学校グリーンライフ科フラワーデザインコース入学。在学中に伊勢崎市を舞台にした『グリモン』に出演。自身にとって映画デビュー作である。第9回 NFD全国高校生フラワーデザインコンテストで、NFD金賞・農林水産大臣賞を受賞し、ギフトアレンジメント部門1位に選ばれた。
2017年、映画『カランコエの花』に出演。同作は以下を受賞した。
- 第26回レインボー・リール東京「レインボー・リール・コンペティション2017」グランプリ[5]
- 第51回TOKYO月イチ映画祭 グランプリ[6]
- 京都国際映画祭クリエイターズ・ファクトリー エンターテインメント映像部門グランプリ[7]

- 第9回下北沢映画祭コンペティション 観客賞・日本映画専門チャンネル賞[8]
- 第4回新人監督映画祭コンペティション部門 中編作品部門グランプリ[9]
- 横浜インディペンデントフィルムフェスティバル 中編最優秀作品賞[10]
- 2018年5月に第16回中之島映画祭でグランプリ[11]

2018年9月25日、群馬県警察前橋東警察署の一日署長を務める
。
2018年10月、出演作の山戸結希監督プロデュースオムニバス映画『21世紀の女の子』（竹内里紗監督作品「Mirror」）が第31回東京国際映画祭 日本映画スプラッシュ部門特別上映作品に入選し、レッドカーペットを歩く。
2019年11月15日、群馬県の20年後を議論する「次期総合計画策定懇談会」に12人の識者の一人として出席。他には前橋市出身の実業家田中仁、タニタヘルスリンク社長の丹羽隆史、ジャズピアニストで数学教育者の中島さち子らが出席している。
2020年、第27回萩原朔太郎賞受賞者の和合亮一の詩を朗読する動画に出演。前橋市在住のピアニスト・山屋寿徳ら共演。
2022年7月、skipシティ国際映画祭上映「世界の始まりはいつも君と」MIRAI PICTURES JAPAN製作、神品信市がプロデュースの作品に主演として抜擢。舞台制作のアリスインプロジェクトのアリスインデッドリースクールの映画化としてコロナ期間中に撮影
工藤綾乃、モロ師岡、鳥居みゆき、栗生みならが共演。

## 人物
- 趣味：音楽鑑賞・人間観察。特技：フラダンス・フラワーアレンジメント。
- 資格：普通自動車免許、フラワー装飾技能検定3級[1]、古物商許可

## フィルモグラフィ

### 映画
- 沈まぬ太陽（2009年）
- 美味しく腐る（2015年） - 愛美 役
- グリモン〜Dream of flying car〜（2015年） - 二宮奈々子 役（ヒロイン）
- 赤色彗星倶楽部（2016年） - 華 役
- クラスメイト（2016年） - 谷野南 役
- カランコエの花（2016年、公開は2018年） - 矢嶋翠 役
- 夢色の川（2017年） - 園岡真優 役
- 明日、また、会える。（2017年） - 主演
- 大舞台は頂いた！（2017年） - 久が原あやな 役
- ひとひら（2017年） - 秦野春 役
- 透明花火（2018年） - 本村かおり 役
- 21世紀の女の子（2018年） - 竹内里紗監督作品「Mirror」
- かく恋慕（2019年） - 鹿場有利果役
- スウィート*ビター*キャンディ（2019年） - 沙織 役
- 転がるビー玉（2020年）
- 長生ノスタルジア（2020年） - 千葉県長生郡長生村のPR映画。門真国際映画祭・観光映像部門最優秀作品賞。ショートショートフィルムフェスティバル・観光映像大賞の最終選考（5作品）に残る[16]。
- 猫は逃げた（2022年3月18日） - 沢口真実子 役[17]

### テレビドラマ
- 警視庁ゼロ係〜生活安全課なんでも相談室〜 第5シリーズ（2021年5月14日、テレビ東京） - 佐山真希 役[18]
- 特攻兵の幸福食堂（2021年8月11日、NHK BSプレミアム）[19]
- カメラ、はじめてもいいですか?（2023年7月3日 - 9月18日、BS松竹東急） - 綿矢チサト 役[20]
- このハンバーガー、ピクルス忘れてる。（2023年8月15日〈予定〉 - 、TOKYO MX） - 多部ちゃん 役[21]

### その他のテレビ番組
- 群馬テレビ「Girls Talk Trip 〜ジョナサンと女子力アップの旅〜」（2016年4月 - 2018年3月） - レギュラーメンバー
- ぐんまちゃん（2021年11月28日） - マネージャー、ハニワ係長 役（声の出演）

### TVCM
- フジテレbe with you「フルタチさん」篇（2016年）
- キリンファイア100万本サンプリング実感篇（2016年）
- 群馬テレビまねきの湯（2016年）
- アスカグループ「保育情報どっとこむ」（2017年）

### ラジオ
- 熊谷ヤバイラジオ「手島実優のお悩み相談室」（2018年2月 - 、熊谷ヤバイラジオ） - メインパーソナリティ

### ウェブドラマ
- 東京ラブストーリー（2020年4月29日 - 6月3日、FOD・Amazon Prime Video） - 北川トキコ 役
- ショート・プログラム「ショート・プログラム」（2022年3月1日、Amazon Prime Video） - ハルコ 役[22][23]
- あなたに聴かせたい歌があるんだ 第8話（2022年5月20日、Hulu） - 新婦 役[24]

### ウェブCM
- 共立メンテナンス「楽しいじゃん！学生会館！」（2014年）
- 第四銀行 だいしWillink（2015年）
- IROCKS 2015カウントダウンCM（2015年）
- エコラックス【泣ける動画】娘の気持ち（2016年）
- ローソン 高野豆腐と蜜漬けりんごのクッキー（2016年）
- リノべる。「nekonote」（2016年）
- ふりそでMODE「夏の恋を、浴衣で応援」（2017年）
- 東京電力「くらしのラボ」（2017年〜）
- NTTドコモdカードGOLD「温泉旅行」篇（2018年）
- 大日本明治製糖（2018年）
- アルファリゾート（2018年）
- ビオレ×篠山紀信（2018年）

### MV
- Secret add9「ひなたの芽」（2015年）
- LACCO TOWER「心臓文庫」（2016年）
- 爽「Call me」（2018年）
- おとぎ話「ONLY LOVERS」（2018年）
- Tempalay ｢そなちね｣ (2019年)

## 舞台
- 「アバネうそっこ」（2011年） - 黒崎薫子 役
- 「まがりまっつぐ」（2012年） - 潮望海 役
- 「約束の場所」（2013年） - 円谷真知子（学生時代） 役
- 第一回群馬若手演劇人live「旅人は思い出を紡ぎ」（2014年） - 翠 役
- 「絹の国から」（2014年） - 加代 役
- 第二回群馬若手演劇人live「ポックリン」（2014年） - 学生ちゃん 役
- ミュージカル「ビッケ〜黒いツノを持つ少年〜」（2015年） - ルーナ 役
- 前橋文学館リーディングシアターvol.4「夜汽車の人」（2017年） - 朔太郎の妹 真理 役
- 前橋文学館リーディングシアターvol.5「青森県のせむし男」（2018年） - 女浪曲師 役
- 前橋文学館リーディングシアターvol.6「イエスタデイ」（2018年） - 雪 役
- 隆善舞台プロデュース「寿歌」（2018年） - キョウコ 役

## モデルとして
- 群馬美少女図鑑 vol.6（2010年） - 表紙モデル
- 群馬美少女図鑑×シダックス（2011年）
- 群馬美少女図鑑 vol.15（2012年）
- 群馬美少女図鑑 vol.18（2013年）
- Takasaki styling collection 2015（2015年）
- GGC6（グンマガールズコレクション6）（2015年）
- けやきウォーク前橋〜恐怖伝染系体験お化け屋敷〜（2015年）
- Life style magazine「motto」（2015年）
- 群馬動物専門学校パンフレット（2015年）
- I ROCKS 2015（2015年）
- Secret add9 3rdミニアルバム「シンクロニシティ」（2015年）
- イオンモール高崎 spring collection 2016（2016年）
- フリーペーパー「TOHYO DATE」（2017年）